# تباهی‌ناپذیری

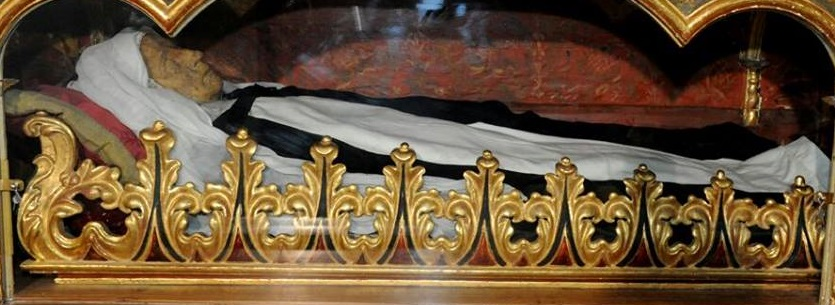
Incorrupt body of ماریا د لئون، صومعه St. Catherine of Siena (تنریف، اسپانیا).

تباهی‌ناپذیری یا سالم ماندن جسد (به انگلیسی: Incorruptibility) باور به دخالت فراطبیعی برای جلوگیری از فرایند تجزیهٔ طبیعی جسد پس از مرگ است. بر پایهٔ این باور نیروهای فراطبیعی اجساد افرادی که ایمان مذهبی قوی داشته باشند را از تجزیه شدن محافظت می‌کنند. باور به دخالت فراطبیعی در سالم نگه داشتن اجساد افراد مذهبی خاص در اسلام و مسیحیت وجود دارد.

## در اسلام
در منابع اسلامی بدنهای سالم مانده را «بدنهای متروح» می‌نامند؛ و در آیات قرآن بدن افرادی چون اصحاب کهف در خواب ۳۰۰ساله و خوراک و نوشیدنی عزیر پیامبر پس از صدسال سالم مانده بود و طبق احادیث متعدد و اجمالی بدن «پیامبران و اهل بیت پیامبر اسلام» و بعضی از صالحین از «علماء و دوستدارانشان، جهادگران، شهیدان، مؤذنین، قاریان قرآن، زنان برسر زایمان مرده، کشته شدگان به ستم، درگذشتگان روز و شب جمعه» و «ماواگران در مسجد، مداومت کنندگان غسل جمعه،» در قبر نمی‌پوسد و نشانه کرامت صاحب جسد است.

### اجساد متروح
بعضی افراد مشهور که در منابع اسلامی (به نقل کتاب اجساد جاویدان) ادعا می‌شود که جنازهٔ آن‌ها سالم مانده‌است:
- دانیال نبی؛ در حالیکه ۱۲۰۰ سال از مرگ او گذشته بود اینچنین ادعا می‌شود جسد تازه وی به مدت سیصد سال تا زمان فتح ایران به دست اعراب مسلمان در بقعه اش در شوش به‌طور مشهود بر تختی قرار داشته‌است و همانزمان همان‌جا دفن شده‌است.[۳]
- حبقوق نبی؛ ۲۶۰۰ سال پیش درگذشته و ادعا می‌شود در تاریخ ۲۷ شهریور ۱۳۷۲ خورشیدی در پی بررسی مسئولین آثار باستانی از حفاری‌های غیرمجاز بقعه وی در تویسرکان جسد تازه وی مشاهده گردیده و رسانه‌ای شده‌است.[۴]
- شعیب نبی همراه با دو دخترش (نقل اخبار اجساد تازه آن‌ها در زمان هشام بن عبدالملک در حشام آباد شوشتر بوده‌است)[۵]
- طالوت؛ پادشاه بنی اسرائیل که جسد تازه وی در عهد ولید بن عبدالملک در اردن مشاهده شده‌است.[۶]
- عبدالله بن عبدالمطلب؛ پدر پیامبر اسلام که بدنبال توسعه خیابان (یا تخریب قبور) توسط آل سعود جسد تازه وی در سال ۱۳۹۴ قمری در جوار مسجدالنبی مشاهده شده‌است که سپس به قبرستان بقیع منتقل گردید.[۷]
- عمرو بن جموح و عبدالله انصاری (پدر جابر انصاری) از کشته شدگان جنگ احد که هر دو در یک قبر دفن شدند و ادعا می‌شود ۴۶ سال پس از دفن بر اثر تخریب سیل قبرشان آشکار و جسد تازه اشان مشاهده گردید.[۸]
- حمزة بن عبدالمطلب و عده دیگری از کشته شدگان جنگ احد ادعا می‌شود که پس از ۴۶ سال بدنشان تازه بود.[۸]
- حذیفة بن یمان از صحابی پیامبر اسلام که ضمن انتقال جسدش از کنار شط به مداین در زمان سید محمد صدر ادعا می‌شود جسد وی و حتی کفنش نیز تازه بود.[۹]
- حر بن یزید ریاحی از شهدای واقعه کربلا که در پی تجدید بنای بقعه او توسط شاه اسمعیل صفوی در سال ۹۱۴ قمری ادعا می‌شود جسد وی تازه بوده و پس از باز کردن دستمالی که بر زخم داشت از بدنش خون جاری شد. همچنین بار دیگر در زمان سلطان سلیم عثمانی قبر وی نبش شد.[۱۰]
- حبیب بن مظاهر از شهدای واقعه کربلا که نادرشاه برای امتحان قبر او را نبش کرد و ادعا می‌شود جسد تازه وی آشکار شد.[۱۱]
- شهدای کربلا در حرم امام حسین؛ یک قرن پیش بدنبال ایجاد فرورفتگی در پایین قبر علی اکبر و بررسی آن ادعا می‌شود اجساد تازه شهدا مشاهده شد.[۱۲]
- رقیه بنت حسین؛ در حدود ۱۲۸۰ قمری، ادعا می‌شود بدنبال خوابهای صادقانه مکرر قبر وی برای جلوگیری از نفوذ آب بررسی می‌شود و به استنادهای متعدد جسد تازه دختربچه حسین بن علی آشکار می‌شود.[۱۳]
- کشته شدگان مشهد اردهال از یاران علی بن محمد باقر که ادعا می‌شود در عهد ناصرالدین شاه اعتضادالسلطنه جسد تازه آن‌ها را در سرداب مشاهده کرد و بار دیگر ۹ صفر ۱۳۸۱ قمری آیت‌الله مرعشی نجفی اجساد تازه و خون آلود آن‌ها را در سرداب مشاهده کرد.[۱۴]
- علی بن شاذان از موالی علی بن موسی الرضا که ادعا می‌شود جسد تازه وی در سه دهه قبل در قزوین مشاهده شد.[۱۵]
- احمد بن موسی (شاه‌چراغ و برادر امام رضا)؛ ادعا می‌شود قبر و جسد تازه و خون آلود وی در نیمه دوم قرن هفتم قمری در عهد مقرب الدین مسعود بن بدر در شیراز مکشوف شد.[۱۶]
- سید علاءالدین حسین (حسین بن موسی و دیگر برادر امام رضا)؛ ادعا می‌شود قبر و جسد تازه وی در نیمه قرن هفتم قمری در عهد ابوبکر بن سعد زنگی در شیراز مکشوف شد.[۱۷]
- امامزاده علی اصغر در زرآباد همجوار چنار خونبار، که خبر از رویت جنازه سالم آن در ۸۰ سال پیش بوده‌است.[۱۸]
- امامزاده طاهر شهر ری، در پی تجدید بنای مزار در زمان قاجار ادعا می‌شود جنازه وی سالم بوده‌است.[۱۹]
- بی‌بی حیات از زنان مسلمان در فتح ایران که قبر وی در فهرج یزد ۳۰ مرداد ۱۳۵۳ توسط سارقان شکافته شد که به گزارش روزنامه کیهان همانروز (شماره ۹۳۱۹) ادعا می‌شود جسد سالم وی مشاهده شد.[۲۰]
- امامزاده سید جمال‌الدین از احفاد امام دهم شیعه در شهر بردستان (استان بوشهر) که طبق ادعای برخی رسانه‌ها در دی ۱۳۶۶ در پی بازسازی بقعه، جنازه وی سالم بوده‌است.[۲۱]
- امامزاده ریحان (عبدالله بن علی) سه کیلومتری شهر خمین، گفته شده در ۱۳۹۵ قمری در پی بازسازی جسد تازه وی نمایان شده‌است و ۳۰هزار نفر از اهالی و نواحی خمین آن را مشاهده کردند.[۲۲]
- شیخ کلینی، دربارهٔ او آمده که توسط یکی از خلفای بغداد نبش قبر شد و بدنش تازه بوده‌است.[۲۳]
- شیخ صدوق، گفته شد در سال ۱۲۳۸ قمری بر اثر طغیان سیل بدن تازه او نمایان شد و مردم بسیاری آن را شاهد بودند. فتحعلی شاه نیز در کنار بقعه حاضر شده بود و آن را تجدید بنا کرد. افرادی چون ملا علی کنی و آغا علی مدرس زنوزی از جمله شاهدان عینی بدن تازه شیخ بودند که در آثار خود آن را نقل کردند.[۲۴]
- سید مرتضی علم‌الهدی، گفته شده پس از پانصد سال از درگذشتش قبرش به وسیلهٔ قضات روم نبش شد و جسد تازه اش نمایان شد. جنازه اش را از بغداد به کربلا منتقل کردند.[۲۵]
- امین الاسلام طبرسی گفته شده در سال ۱۳۹۲ قمری جسد تازه اش هنگام تخریب قبرستان آشکار شده‌است.[۲۶]
- قطب راوندی، نقل شده حدود ۹۰ سال پیش جسد تازه او بدنبال تخریب سیل آشکار شد. آیت الله اراکی در نوجوانی از شاهدان عینی بوده‌است.[۲۷]
- عمو عبدالله کارلادانی که زیر طاق منارجنبان دفن است نقل شده بارها پیکر تازه اش رویت شده.[۲۸]
- شیخ عبدالله شوشتری، متوفای ۱۹۲۱ قمری مدفون در اصفهان، به نقل مجلسی اول (شاگردش) و شیخ آقا بزرگ یکسال بعد هنگام انتقال جسدش به کربلا بدنش تازه بوده‌است.[۲۹]
- آقا جمال خوانساری گفته شده جسد تازه اش هنگام دفن یکی از علما در جوار وی به سال ۱۴۱۵ قمری نمایان شده‌است.[۳۰]
- ملا مهدی و پسرش ملا احمد نراقی؛ گفته شده جسد تازه هر دو در ۱۳۱۲ قمری در سرداب دیده شده‌است.[۳۱]
- سید محمدمهدی بحرالعلوم از آیت الله ناصری در ۱۴۱۵ قمری نقل شده هنگامی که در نجف بوده‌است در تجدید بنای قبر او پس از دو و نیم قرن جنازه اش تازه بوده‌است.[۳۲]
- سید مهدی شهیدی گفته شده هنگام دفن نوه اش در کنار وی، به سال ۱۲۶۹ قمری جنازه اش تازه بوده‌است.[۳۳]
- ملا محمدتقی برغانی (شهید ثالث)، که بسال ۱۲۶۴ قمری به دست بابی‌ها کشته شد. گفته شده جسد وی موقتاً در قزوین مدفون بود هنگام انتقال جسد وی به کربلا پس از یکی دو سال تازه بوده از اینرو مردم اجازه انتقال جسد ندادنداست.[۳۴]
- سید محمدتقی قزوینی (۱۱۹۵ق - ۱۲۷۰ق) مدفون در آرامگاه رکن الدین کربلا، بدنبال[۳۵]
- محمدحسن آشتیانی (۱۲۴۸ق، آشتیان - ۱۳۱۹ ق، تهران)، بعد از دو سال از مرگش هنگام انتقال جنازه اش به نجف بدنش تازه بوده‌است.[۳۶]
- میرزا حسین نوری متوفای ۱۳۲۰ قمری، پس از ۴۰ سال هنگام دفن شاگردش شیخ عباس قمی در کنار وی، بدنش سالم بود.[۳۷]
- فاضل شربیانی متوفای ۱۳۲۲ قمری، از زعمای شیعه پس از ۳۵ سال، بدنبال عملیات عمرانی اطراف حرم امام علی، بدن و حتی کفنش تازه بود.[۳۸]
- محمدحسن ممقانی متوفی ۱۳۲۳ قمری، از مراجع شیعه که بدنبال توسعه مقبره وی در نجف پس از ۶۵ سال بدنش تازه بود، حتی رنگ کفنش متغیر نشده بود.[۳۹]
- آخوند خراسانی متوفای ۱۳۲۹ قمری، صاحب کفایه، هنگام دفن دخترش در قبله قبر وی در نجف بدنش پس از ۴۶ سال تازه بود.[۴۰]
- فتح‌الله غروی اصفهانی متوفای ۱۳۲۹ قمری، به هنگام دفن آقا حسین قمی در جوار او در نجف، پس از ۲۵ سال بدنش تر و تازه مشاهده شد.[۴۱]
- سید موسی زرآبادی متوفای ۱۳۵۳ قمری، هنگام دفن پسرش سید جلیل در کنار وی در شاهزاده حسین قزوین، بدنش پس از ۶۲ سال تازه بود.[۴۲]
- سید حسن صدر متوفای ۱۳۵۴ قمری، از مراجع شیعه هنگام دفن سید محمد صدر در جوار وی در کاظمین پس از ده‌ها سال بدنش تازه بود.[۴۳]
- سید حسین حمامی متوفای ۱۳۷۹ قمری، از مراجع شیعه که بدنبال توسع خیابان در نجف، ۲۰ سال پس از مرگش بدنش تازه آشکار شد.[۴۴]
- سید نصرالله بنی‌صدر متوفای ۱۳۹۱ قمری در بیروت که در نجف (مقبره کمپانی - ایوان طلای حرم امام علی) دفن شد و هنگام دفن سید مصطفی خمینی در کنار وی پس از هفت سال بدنش آشکر شد و تازه بود.[۴۵]
- فاضل لنکرانی متوفای ۱۳۹۲ قمری، پدر محمد فاضل لنکرانی هنگام دفن جوانی در کنار وی پس از ۷ سال بدنش تازه بود.[۴۶]
- شیخ مرتضی زاهد متوفای ۱۳۳۱ خورشیدی، مدفون در صحن حرم عباس بن علی (کربلا) که چند سال بعد از درگذشتش، بدنبال بازسازی صحن حرم جنازه تازه وی مکشوف گردید.[۴۷]

## در مسیحیت
تباهی ناپذیری باوری است در کلیسای کاتولیک رومی و ارتدوکس شرقی که مداخله الهی اجازه می‌دهد کالبد افرادی (مخصوصا نیکان و قدیسان) که از فرایند طبیعی تجزیه پس از مرگشان جلوگیری شود و این نشانه‌ای از تقدس آن‌ها است.

### قدیسان
- Saint Agatha
- Saint Agnes of Montepulciano
- Saint Albert the Great
- Saint Alphege of Canterbury
- Saint Alphonse Mary of Liguori
- Saint Andrew Bobola
- Saint Angela Merici
- Saint Anthony Maria Zaccaria
- Saint Anthony of Padua
- Saint Antoninus
- Saint Benedict the Moor
- Saint Benezet
- Saint Bernadette Soubirous
- Saint Bernardine of Siena
- Saint Camillus de Lellis
- Saint Catherine Labouré
- Saint Catherine of Bologna
- Saint Catherine of Genoa
- Saint Catherine de Ricci
- Saint Catherine of Siena
- Saint Cecilia
- Saint Charbel Makhluf
- Saint Charles Borromeo
- Saint Clare of Montefalco
- Saint Coloman
- Saint Cuthbert
- Saint Diego of Alcalá
- Saint Dominic Savio
- Saint Edmund Rich of Canterbury
- Saint Edward the Confessor
- Saint Etheldreda
- Saint Eustochia Calafato
- Saint Frances of Rome
- Saint Francis of Paola
- Saint Francis de Sales
- Saint Francis Xavier
- Saint Frances Xavier Cabrini
- Saint George Preca
- Saint Germaine Cousin
- Saint Guthlac
- Saint Annibale Maria di Francia
- Saint Herculanus of Piegaro
- Saint Hugh of Lincoln
- Saint Idesbald
- Blessed Imelda Lambertini
- Saint Isidore the Farmer
- Saint Jane Frances de Chantal
- Saint John-Mary-Baptist Vianney (The Curé of Ars)
- Saint Jeanne de Lestonnac
- Saint Joaquina de Vedruna
- Saint John Bosco
- Saint John Neumann
- Saint John of God
- Saint John of the Cross
- Saint John Southworth
- Saint Josaphat
- Saint Julie Billiart
- Saint Louis Bertrand
- Saint Louise de Marillac
- Saint Luigi Orione
- Saint Lucy Filippini
- Saint Madeleine Sophie Barat
- Blessed Mafalda of Portugal[۴۸]
- Saint Margaret of Cortona
- Venerable Mary of Jesus of Ágreda
- Venerable María de León Bello y Delgado
- Saint Maria Goretti
- Saint Martin de Porres
- Saint Mary Magdalene of Pazzi
- Blessed Mary of the Divine Heart[۴۹]
- Saint Narcisa de Jesús
- Saint Nicholas of Tolentino
- Saint Pacifico of San Severino
- Saint Paula Frassinetti
- Saint Pascal Baylon
- Saint Peregrine Laziosi
- Saint Philip Neri
- Saint Philomena
- Saint Pierre Julien Eymard
- Saint Pio of Pietrelcina
- Saint Rafael Guízar Valencia
- Saint Rita of Cascia
- Saint Romuald
- Saint Rose of Lima
- Saint Rose of Viterbo
- Saint Rose Philippine Duchesne
- Saint Silvan
- Saint Sperandia
- Saint Stanislaus Kostka
- Saint Teresa of Ávila
- Saint Teresa Margaret of the Sacred Heart (Anna Maria Redi)
- Saint Therese of the Child Jesus
- Saint Ubald of Gubbio
- Saint Veronica Giuliani
- Saint Vincent de Paul
- Saint Vincent Pallotti
- Saint Waltheof
- Saint Werburgh
- Saint Withburga
- Saint Wunibald
- Saint Zita

## نگارخانه

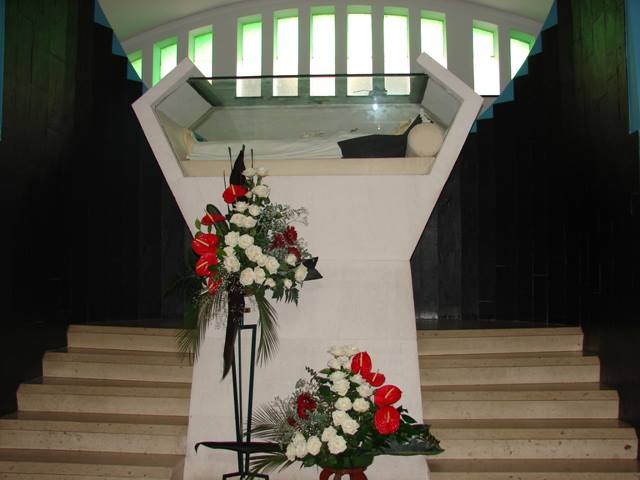
پیکر Blessed Mary of the Divine Heart Droste zu Vischering found to be incorrupt by the کلیسای کاتولیک.
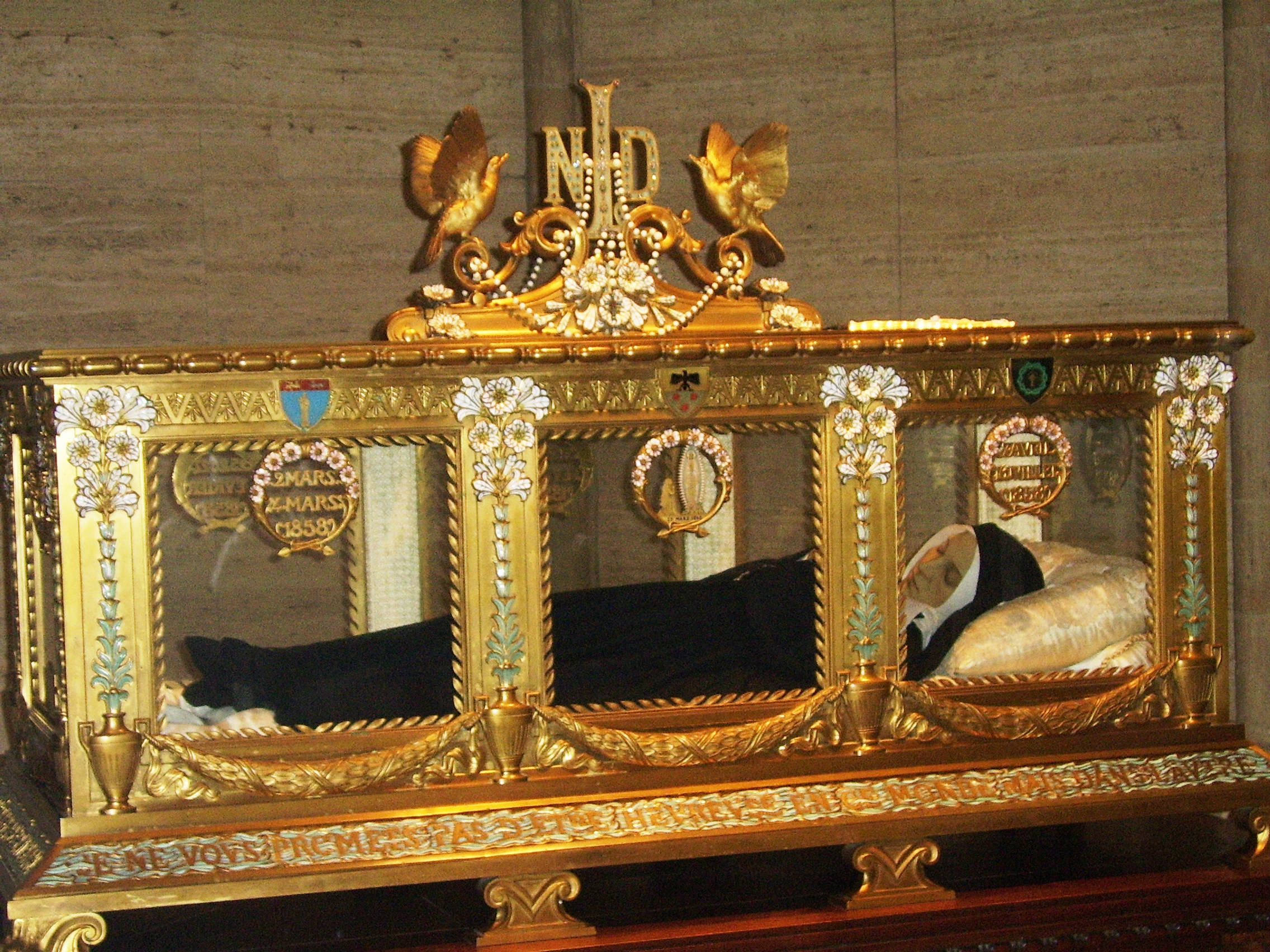
پیکر Saint Bernadette of Lourdes with wax face and hand coverings, found to be incorrupt توسط کلیسای کاتولیک (زاده ۷ ژانویه ۱۸۴۴ – درگذشته ۱۶ آوریل ۱۸۷۹).
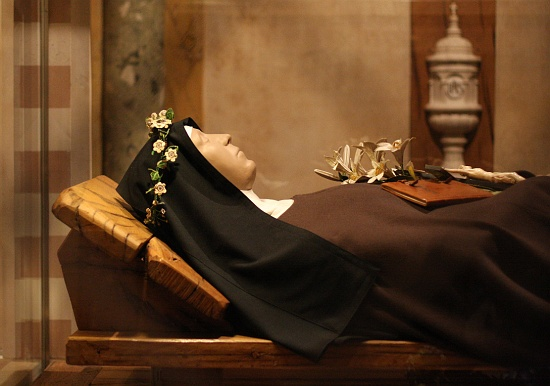
The new recumbent statue (1987) of Saint Clare of Assisi, with the reliquary below. (زاده ۱۶ ژوئیه ۱۱۹۴ – درگذشته ۱۱ اوت ۱۲۵۳).
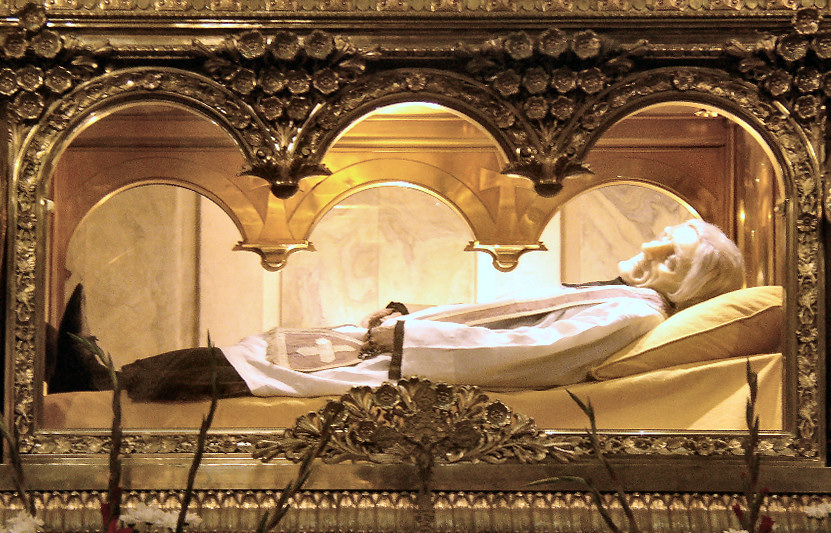
پیکر Saint John Mary Vianney wearing a wax mask, found to be incorrupt توسط کلیسای کاتولیک (زاده ۸ مه ۱۷۸۶ – درگذشته ۴ اوت ۱۸۵۹).
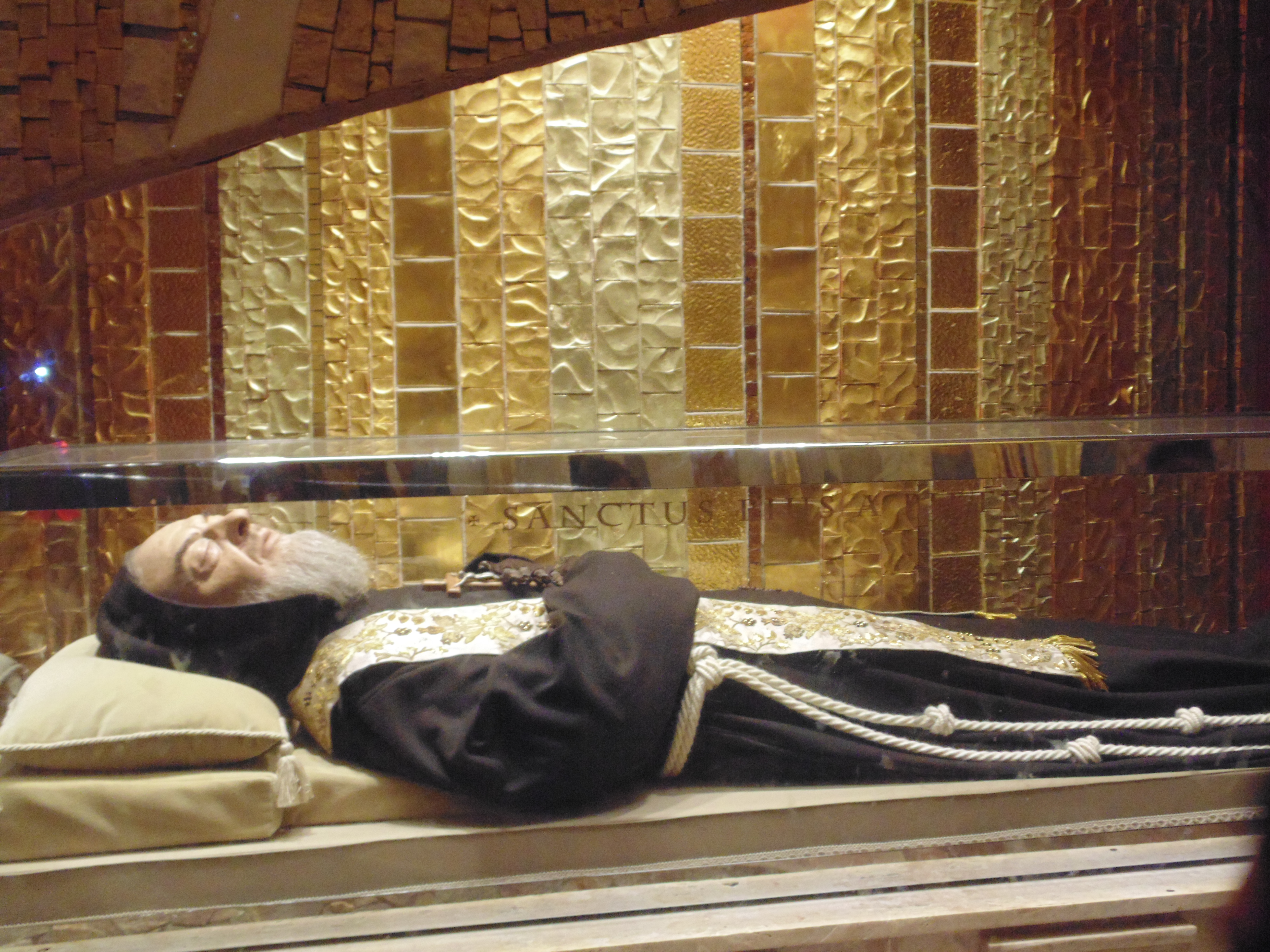
پیکر Saint Padre Pio of Pietrelcina wearing a silicone mask, found to be incorrupt توسط کلیسای کاتولیک (زاده ۲۵ مه ۱۸۸۷ – درگذشته ۲۳ سپتامبر ۱۹۶۸).
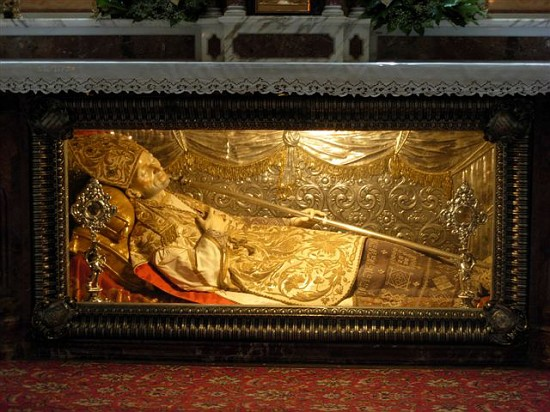
پیکر Saint Alphonse Mary of Liguori, found to be incorrupt توسط کلیسای کاتولیک (زاده ۲۷ سپتامبر ۱۶۹۶ – درگذشته ۱ اوت ۱۷۸۷).
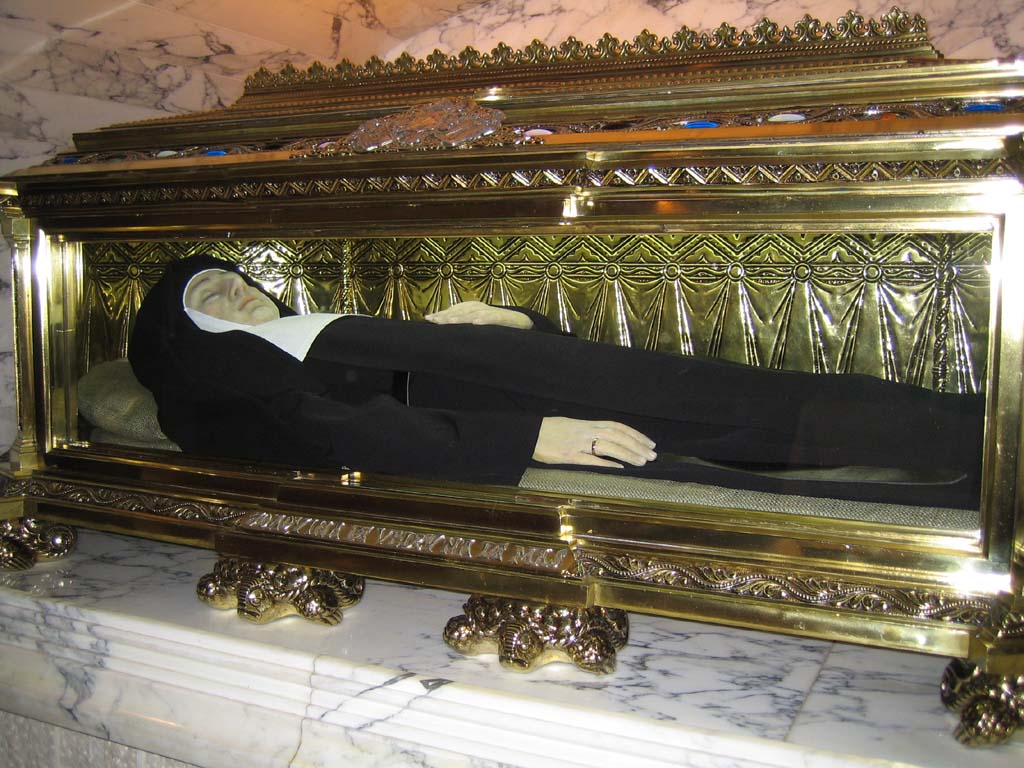
پیکر Saint Joaquina de Vedruna, found to be incorrupt توسط کلیسای کاتولیک (زاده ۱۶ آوریل ۱۷۸۳ – درگذشته ۲۸ اوت ۱۸۵۴).
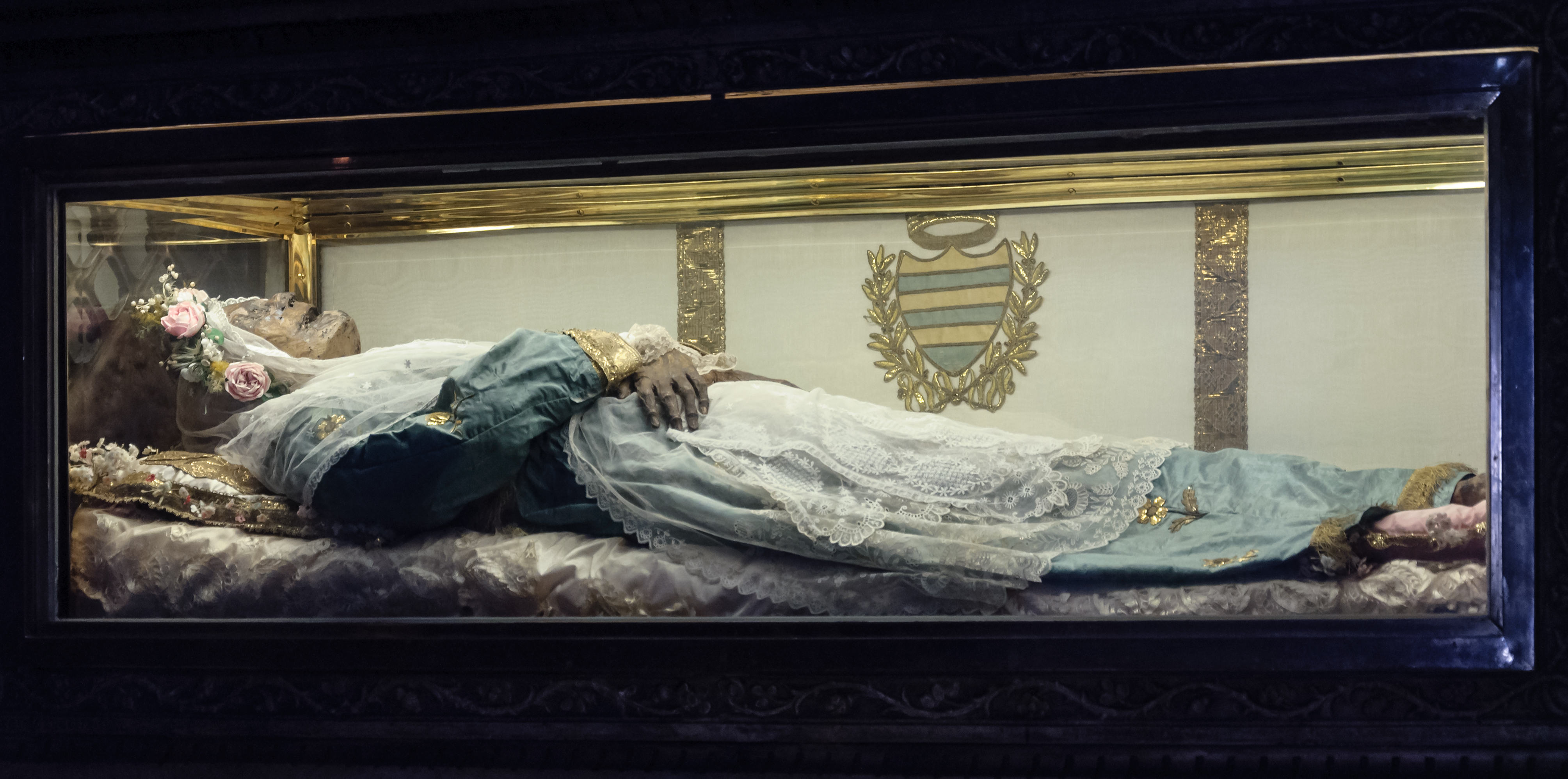
پیکر Saint Zita, found to be incorrupt توسط کلیسای کاتولیک (زاده ح. ۱۲۱۸ - درگذشته ۲۷ آوریل ۱۲۷۲).
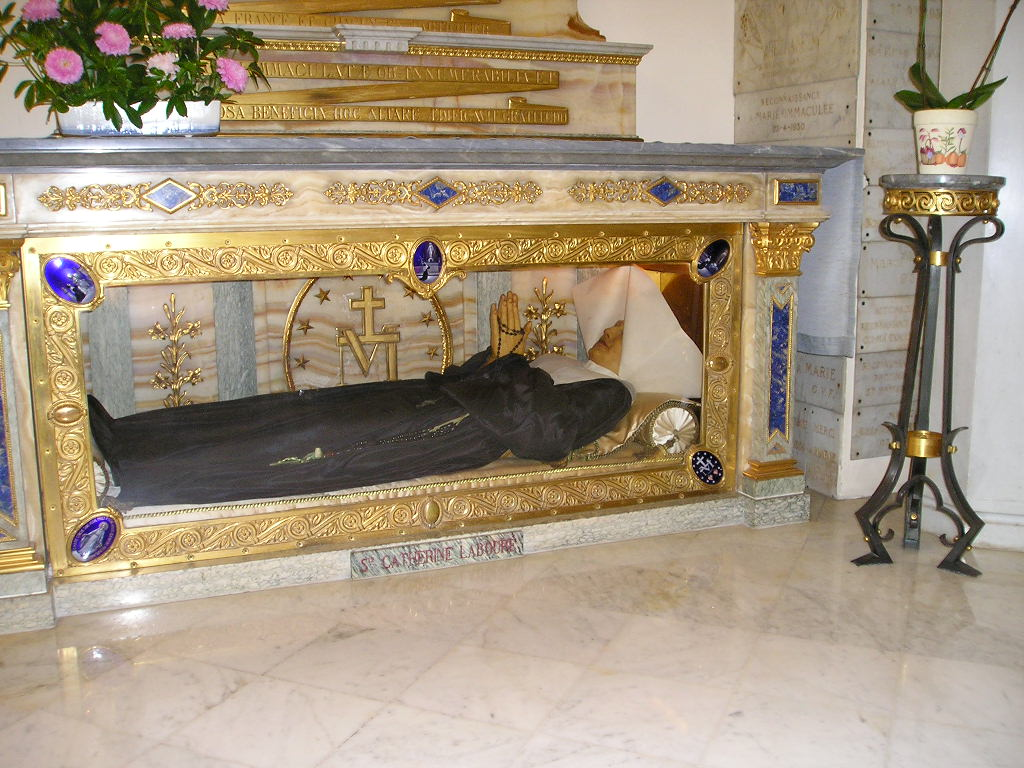
پیکر Saint Catherine Labouré, found to be incorrupt توسط کلیسای کاتولیک (زاده ۲ مه ۱۸۰۶ – درگذشته ۳۱ دسامبر ۱۸۷۶).
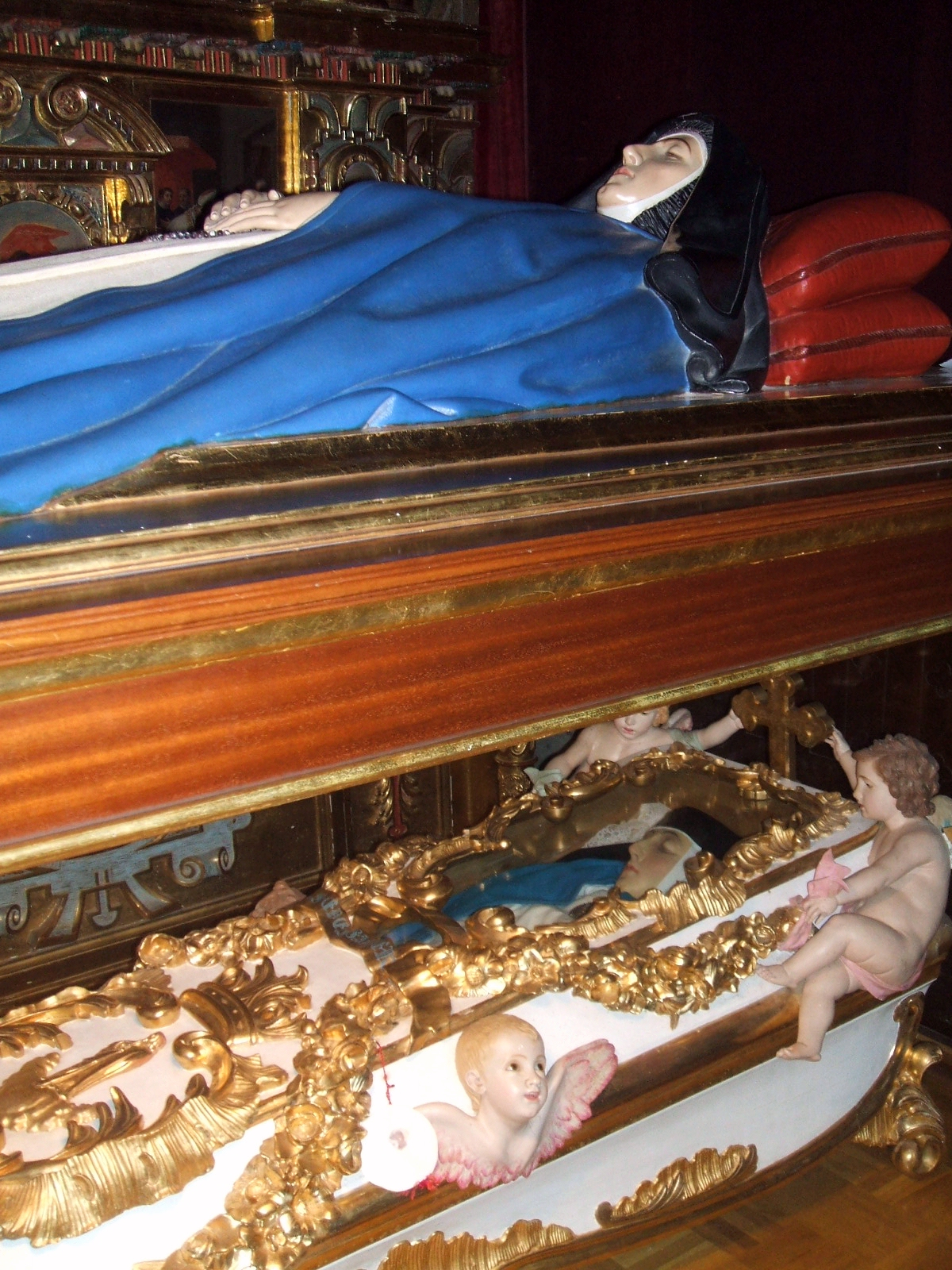
پیکر Venerable Mary of Jesus of Ágreda, found to be incorrupt توسط کلیسای کاتولیک (زاده ۲ آوریل ۱۶۰۲ – درگذشته ۲۴ مه ۱۶۶۵).
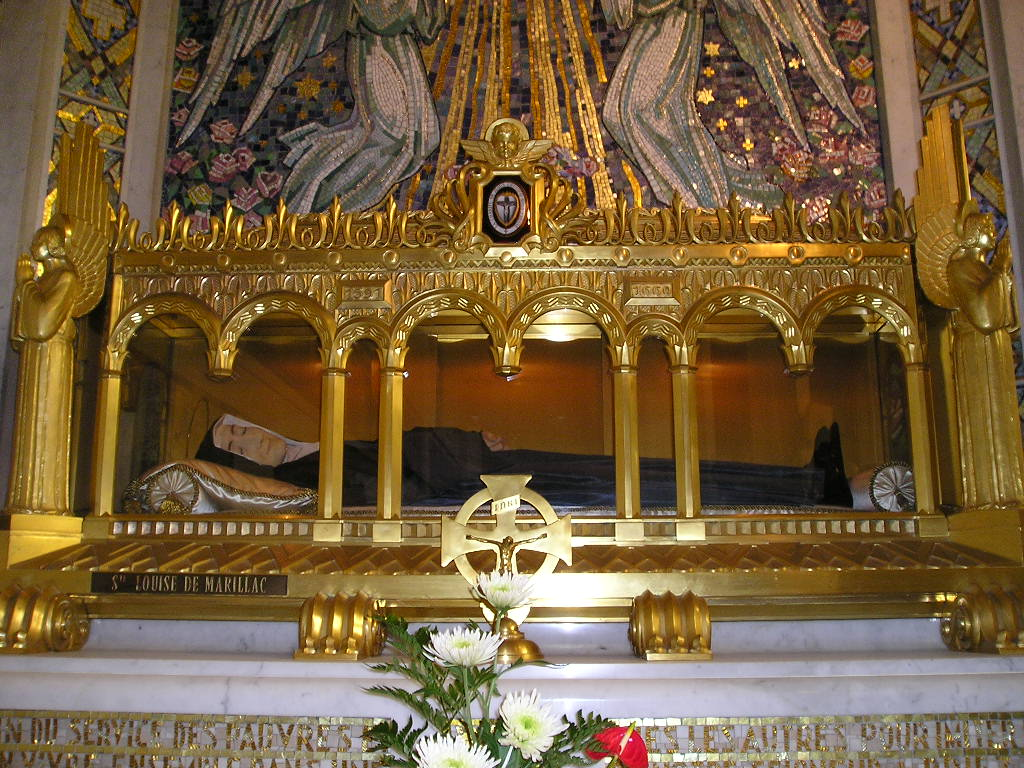
پیکر Saint Louise de Marillac, found to be incorrupt توسط کلیسای کاتولیک (زاده ۱۲ اوت ۱۵۹۱ - درگذشته ۱۵ مارس ۱۶۶۰)
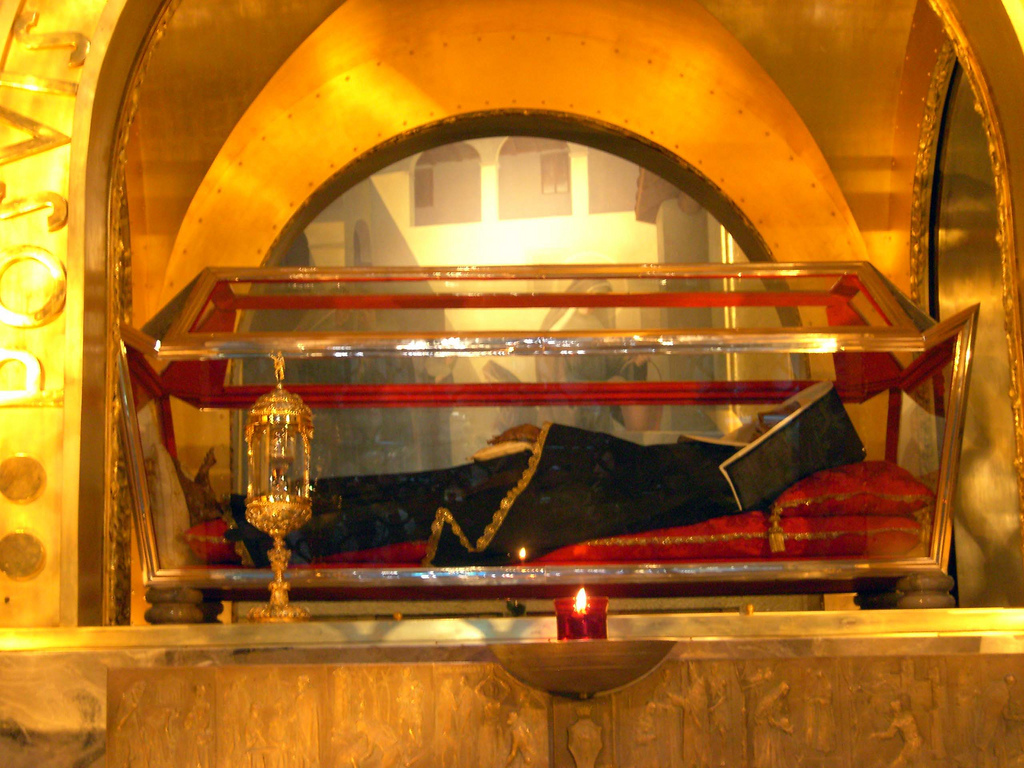
پیکر Saint Rita of Cascia, found to be incorrupt توسط کلیسای کاتولیک (زاده ۱۳۸۱ - درگذشته ۲۲ مه ۱۴۵۷).
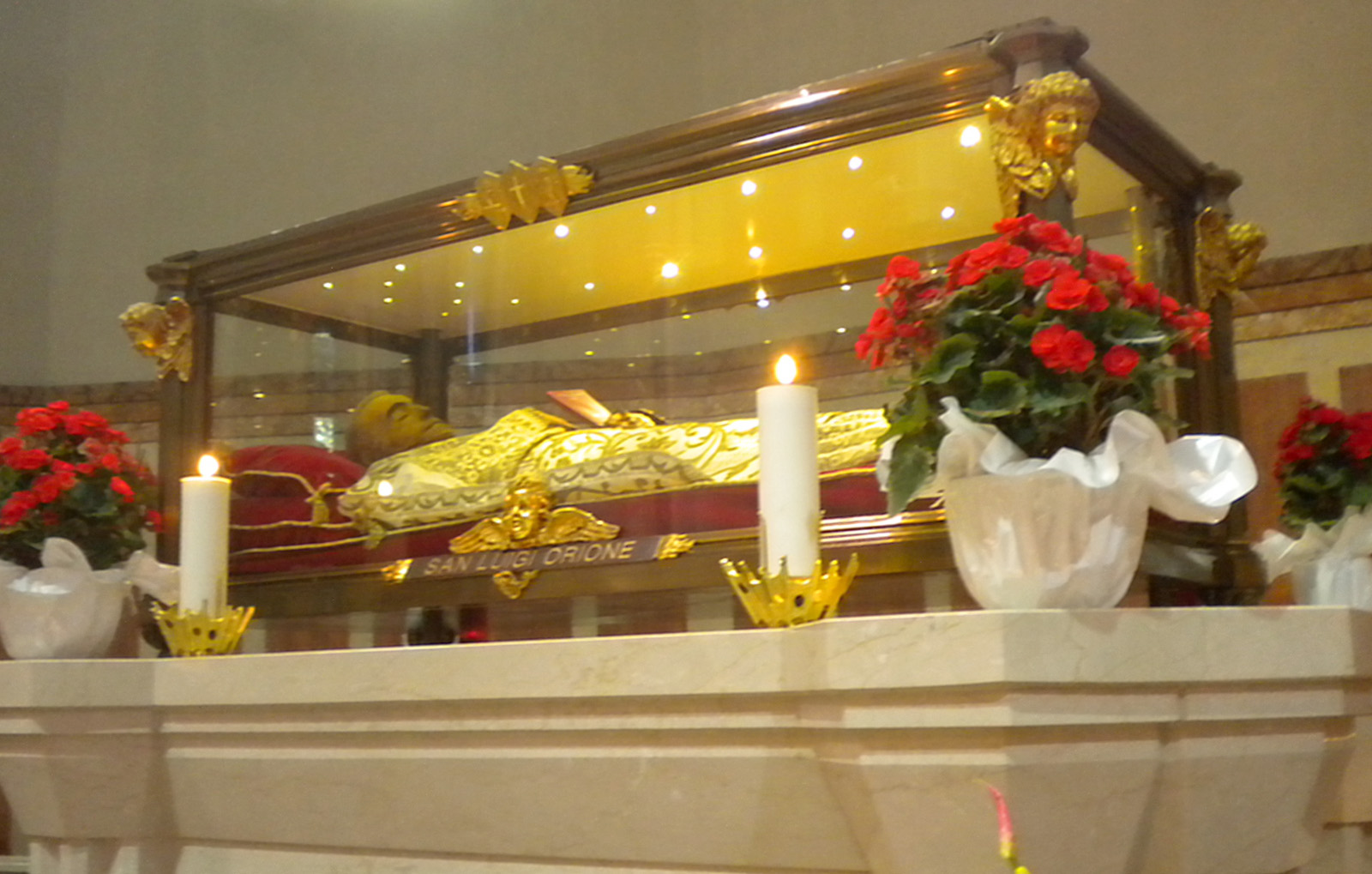
پیکر Saint Luigi Orione, found to be incorrupt توسط کلیسای کاتولیک (زاده ۲۳ ژوئن ۱۸۷۲ – درگذشته ۱۲ مارس ۱۹۴۰).
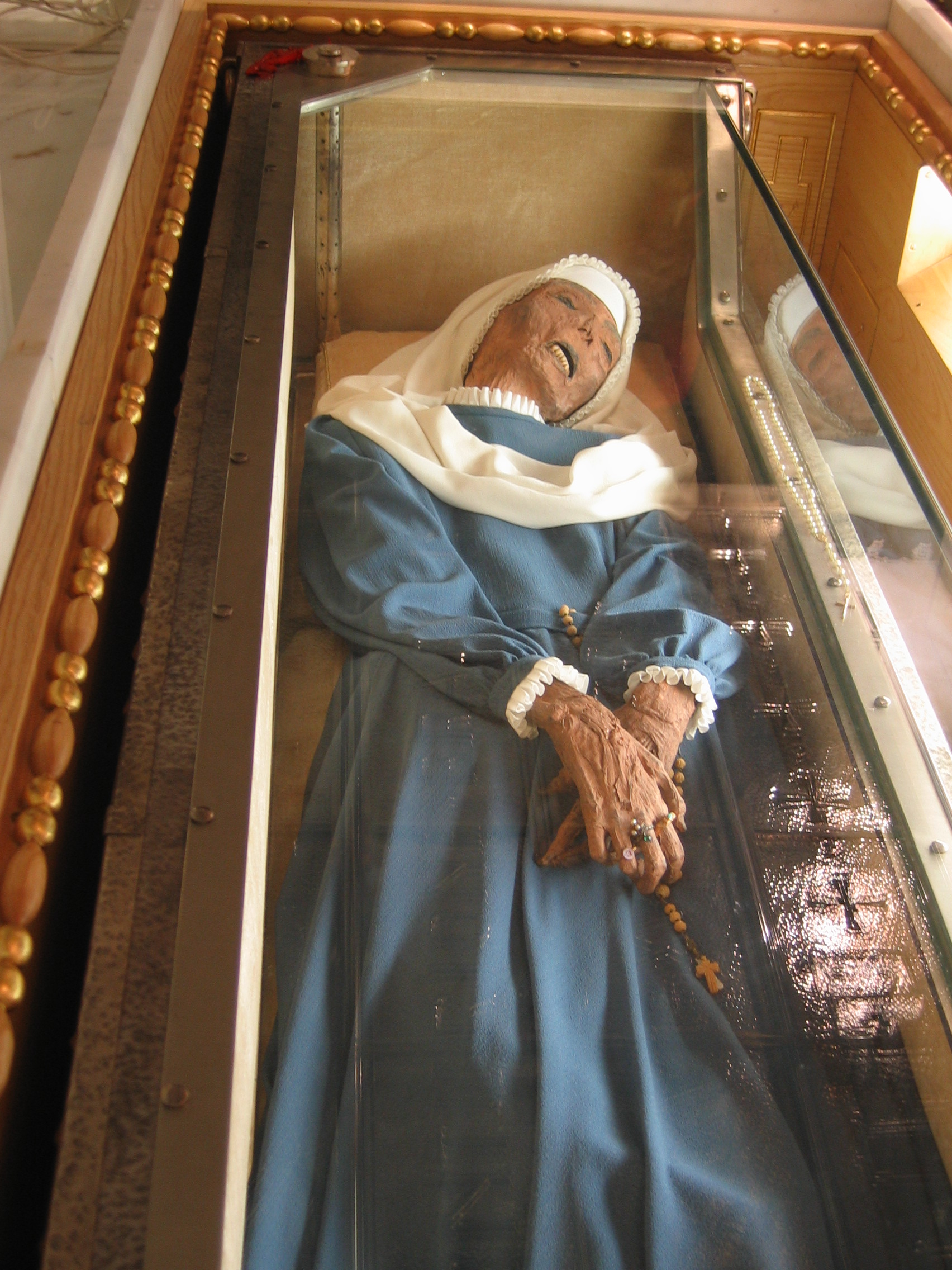
پیکر Saint Virginia Centurione, found to be incorrupt توسط کلیسای کاتولیک (زاده ۲ آوریل ۱۵۸۷ – درگذشته ۱۵ دسامبر ۱۶۵۱).